# Pachrophylla
Pachrophylla is een geslacht van vlinders van de familie spanners (Geometridae), uit de onderfamilie Larentiinae.

## Soorten
- P. amoena Philippi, 1873
- P. aorops Prout, 1926
- P. esmerelda Butler & Galv., 1893
- P. fissa Felder, 1875
- P. laeta Philippi, 1873
- P. linearia Blanchard, 1852
- P. margaretae Sperry, 1954
- P. minor Butler, 1882
- P. varians Butler, 1882